# „O”-Jung.Ban.Hap.
„O”-Jung.Ban.Hap. (kor. „O”-正.反.合.) – trzeci album studyjny południowokoreańskiej grupy TVXQ, wydany 29 września 2006 roku przez SM Entertainment. Głównym singlem z płyty był „„O”-Jung.Ban.Hap.” (kor. „O”-正.反.合.). Ukazał się w dwóch edycjach (A i B). 10 listopada 2006 roku album został wydany ponownie w dwóch edycjach CD+DVD (wer. C i wer. D).
Album sprzedał się w liczbie ponad 477 975 egzemplarzy (stan na grudzień 2015).
24 października 2007 roku album ukazał się w Japonii, wydany przez Rhythm Zone.

## Lista utworów

### Wersja A i B
| CD  | CD | CD                                 | CD                                        | CD      |
| Nr  | Tytuł utworu                                                                                                   | Tekst                              | Muzyka                                    | Długość |
| --- | --- | ---------------------------------- | ----------------------------------------- | ------- |
| 1.  | „„O”-Jung.Ban.Hap.” (kor. „O”-正・反・合)                                                                      | Yoo Young-jin                      | Yoo Young-jin                             | 4:15    |
| 2.  | „Sesange Dan Hanappunin Maeum (You're My Miracle)” (kor. 세상에 단 하나뿐인 마음 (You're My Miracle))          | Kim Young-hu                       | Kim Young-hu                              | 3:59    |
| 3.  | „Hey! Girl” | Luther Squeak Jackson, Yoo Han-jin | Luther Squeak Jackson, Yoo Han-jin        | 4:18    |
| 4.  | „Get Me Some”                                                                                                  | Tae-Hoon                           | La Verdi, Thomas Charles, Pandher, Daniel | 3:30    |
| 5.  | „I'll Be There”                                                                                                | Huang Seong-je, Yoo Jenny          | Huang Seong-je, Yoo Jenny                 | 3:29    |
| 6.  | „Remember” | Kim Jeong-bae                      | Kenzie                                    | 4:16    |
| 7.  | „Ije Mak Shijakttwen Iyagi (The Story Has Just Begun)” (kor. 이제 막 시작된 이야기 (The Story Has Just Begun)) | Park Chang-hak, Yunsang            | Park Chang-hak, Yunsang                   | 4:13    |
| 8.  | „On&On” | Kim Young-hu                       | Great Dane aka Carsten                    | 4:26    |
| 9.  | „Phantom” (환영) (幻影)                                                                                        | Kim Jeong-bae                      | Kenzie                                    | 3:24    |
| 10. | „You Only Love”                                                                                                | Lee Yun-jae                        | Lee Yun-jae                               | 3:11    |
| 11. | „Pungseon (Balloons)” (kor. 풍선 (Balloons))                                                                   | Lee Du-heon, Kim Sung-ho           | Lee Du-heon, Kim Sung-ho                  | 3:50    |
| 12. | „You’re my miracle -Japanese ver.-” (wyd. japońskie)                                                           |                                    |                                           |         |

### Wersja C i D
| CD  | CD | CD                                 | CD                                        | CD      |
| Nr  | Tytuł utworu                                                                                                   | Tekst                              | Muzyka                                    | Długość |
| --- | --- | ---------------------------------- | ----------------------------------------- | ------- |
| 1.  | „„O”-Jung.Ban.Hap.” (kor. „O”-正・反・合)                                                                      | Yoo Young-jin                      | Yoo Young-jin                             | 4:15    |
| 2.  | „Sesange Dan Hanappunin Maeum (You're My Miracle)” (kor. 세상에 단 하나뿐인 마음 (You're My Miracle))          | Kim Young-hu                       | Kim Young-hu                              | 3:59    |
| 3.  | „Hey! Girl” | Luther Squeak Jackson, Yoo Han-jin | Luther Squeak Jackson, Yoo Han-jin        | 4:18    |
| 4.  | „Get Me Some” (NEW ver.)                                                                                       | Tae-Hoon                           | La Verdi, Thomas Charles, Pandher, Daniel | 3:30    |
| 5.  | „I'll Be There”                                                                                                | Huang Seong-je, Yoo Jenny          | Huang Seong-je, Yoo Jenny                 | 3:29    |
| 6.  | „Ne Gyeote Sumsuir Su Ittdamyeon (White Lie...)” (kor. 네 곁에 숨쉴 수 있다면 (White Lie...))                  |                                    |                                           |         |
| 7.  | „Remember” | Kim Jeong-bae                      | Kenzie                                    | 4:16    |
| 8.  | „Ije Mak Shijakttwen Iyagi (The Story Has Just Begun)” (kor. 이제 막 시작된 이야기 (The Story Has Just Begun)) | Park Chang-hak, Yunsang            | Park Chang-hak, Yunsang                   | 4:13    |
| 9.  | „On&On” | Kim Young-hu                       | Great Dane aka Carsten                    | 4:26    |
| 10. | „Phantom” (환영) (幻影)                                                                                        | Kim Jeong-bae                      | Kenzie                                    | 3:24    |
| 11. | „You Only Love”                                                                                                | Lee Yun-jae                        | Lee Yun-jae                               | 3:11    |
| 12. | „Pungseon (Balloons)” (kor. 풍선 (Balloons)) (NEW Ver.)                                                        | Lee Du-heon, Kim Sung-ho           | Lee Du-heon, Kim Sung-ho                  | 3:50    |

| DVD (Ver. C) | DVD (Ver. C)                                                          | DVD (Ver. C) |
| Nr           | Tytuł utworu                                                          | Długość      |
| ------------ | --------------------------------------------------------------------- | ------------ |
| 1.           | „Theater Drama "Vacation" Talk (1) (Introduction)”                    |              |
| 2.           | „Theater Drama "Vacation"” (Full Ver.)                                |              |
| 3.           | „Theater Drama "Vacation" Talk (2) (NG Special Behind Theater Drama)” |              |
| 4.           | „Theater Drama "Vacation"” (NG Special)                               |              |

| DVD (Ver. D) | DVD (Ver. D)                                                                    | DVD (Ver. D) |
| Nr           | Tytuł utworu                                                                    | Długość      |
| ------------ | ------------------------------------------------------------------------------- | ------------ |
| 1.           | „060930 The 3rd Album „O”-정.반.합.(正.反.合.) Showcase Talk” (1)(Introduction) |              |
| 2.           | „060930 The 3rd Album „O”-정.반.합.(正.反.合.) Showcase” (No Cut Ver.)          |              |
| 3.           | „`Hug` Memory Talk” (2)                                                         |              |
| 4.           | „`Hug`” (Music Video)                                                           |              |
| 5.           | „`The Way U Are` Memory Talk” (3)                                               |              |
| 6.           | „`The Way U Are`” (Music Video)                                                 |              |
| 7.           | „`믿어요` Memory Talk” (4)                                                      |              |
| 8.           | „세상에 단 하나뿐인 마음 (You`re My Miracle)”                                   |              |
| 9.           | „`Tri-Angle` Memory Talk” (5)                                                   |              |
| 10.          | „`Tri-Angle`” (Music Video)                                                     |              |
| 11.          | „`Rising Sun` Memory Talk” (6)                                                  |              |
| 12.          | „`Rising Sun`” (Music Video)                                                    |              |
| 13.          | „`„O”-정.반.합.(正.反.合.)` Memory Talk” (7)                                    |              |
| 14.          | „`„O”-정.반.합.(正.反.合.)`” (Music Video)                                      |              |
| 15.          | „`풍선` Memory Talk” (8)                                                        |              |
| 16.          | „`풍선`” (Music Video)                                                          |              |
| 17.          | „`풍선`” (M/V Making Film)                                                      |              |
| 18.          | „동방신기(東方神起)`s Exclusive Story 2: Our Secret”                            |              |